# Stray Cats
Gli Stray Cats sono una band rockabilly statunitense originaria di Long Island (nello stato di New York) formata nel 1979 dal cantante e chitarrista Brian Setzer insieme ai compagni di scuola Slim Jim Phantom e Lee Rocker.
Sono considerati il gruppo rockabilly più influente di sempre, sia per le esibizioni dal vivo coinvolgenti ed energiche, sia per il rinnovato interesse verso il genere nato grazie a loro.

## La storia

### Formazione e Debutto nel Regno Unito
Il trio nacque nel '79 in piena ondata punk, ma si differenziò subito per lo stile rétro che omaggiava la musica degli anni cinquanta e per la voce unica di Brian Setzer. La strumentazione era minimalista: una chitarra elettrica, un contrabbasso e una semibatteria. La band iniziò presto a farsi conoscere nella scena musicale di New York per la forte energia che si sprigionava dai loro concerti.
Nel 1980 gli Stray Cats cercarono di allargare i propri orizzonti nel Regno Unito dove riuscirono a pubblicare qualche singolo.
Ed è proprio a Londra che avvenne l'incontro con il produttore Dave Edmunds (già impegnato in ambito rockabilly con i Rockpile), che nel 1981 riuscì a ottenere un contratto per un album con la Arista Records. 
Il successo dell'album d'esordio Stray Cats superò ogni aspettativa e la casa discografica si rammaricò di aver pubblicato l'album solo in Europa.

### Ritorno negli USA
Il successo, però, fu di breve durata e sempre nel 1981, l'album Gonna Ball venne accolto da giudizi negativi costringendo gli Stray Cats a tornare negli Stati Uniti.
Nel 1982 venne firmato il contratto con la EMI America per il terzo album Built for Speed composto sia da inediti e sia da canzoni già uscite nel Regno Unito.
Con questo album il trio ottenne il successo anche negli USA e l'anno successivo decise di pubblicare un secondo album Rant n' Rave with the Stray Cats che ebbe un discreto successo.
Nel frattempo i singoli Rock This Town e Stray Cat Strut scalarono le classifiche.

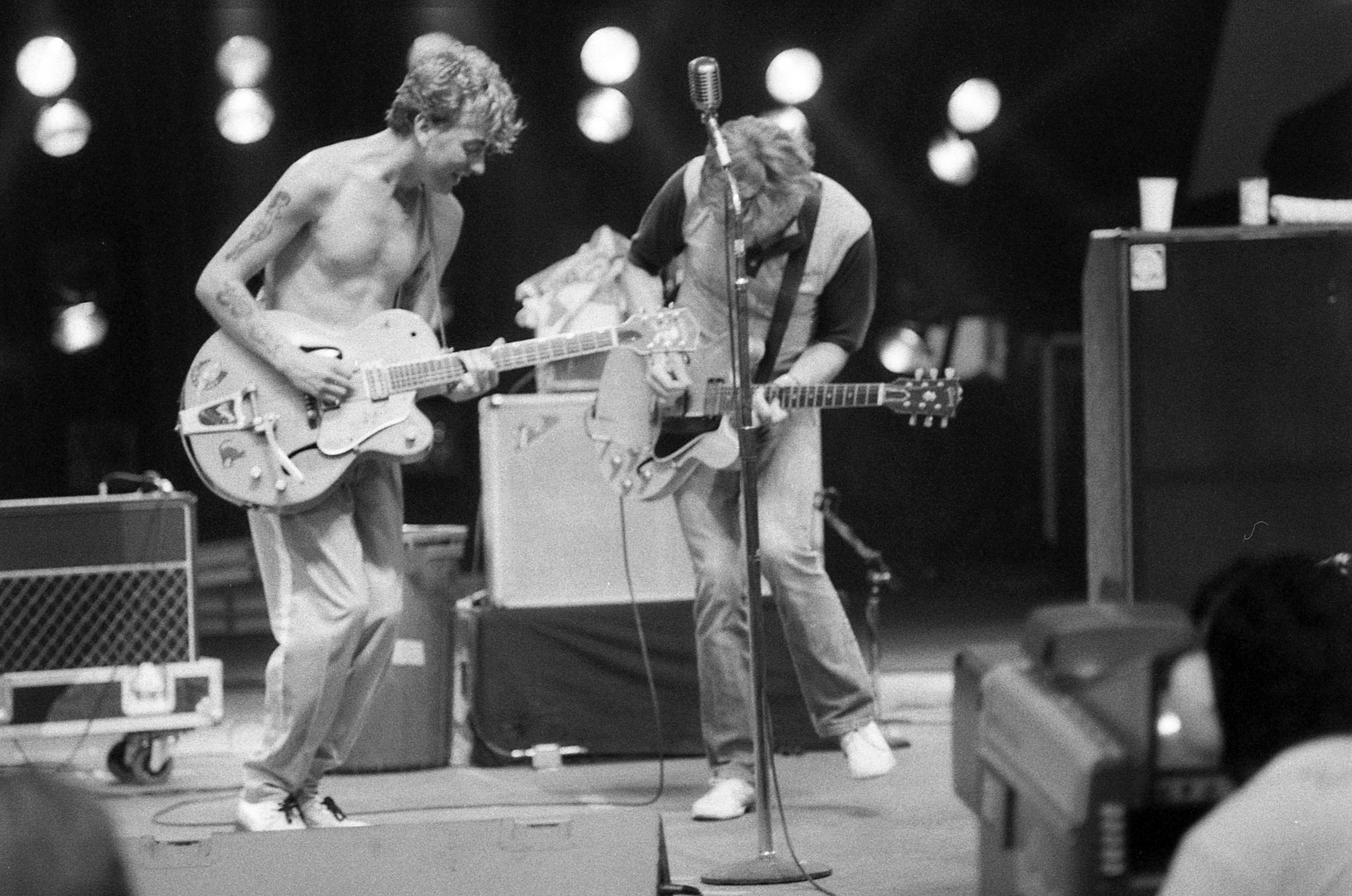
La band in live nel 1983

### Scioglimento e reunions
Dal 1984 in poi, seguirono una serie di continui stravolgimenti e scissioni con album di poco successo.
Rocker e Phantom formarono un trio insieme a Earl Slick (il futuro chitarrista di David Bowie), mentre Setzer intraprese una carriera solista.
Nel 1986 la band si riunì, registrò Rock Therapy e si sciolse nuovamente. Nel 1989 ci fu una seconda reunion da cui nacquero quattro album di scarsissimo successo: Blast Off! (1989), Let's Go Faster (1990),Choo Choo Hot Fish (1992) e Original Cool (1993).
Nel 2004, dopo una lunga pausa, uscì l'album live Rumble In Brixton (con l'inedita Mystery Train Kept a Rollin) a cui seguì un lungo tour del 2007 insieme al quintetto dei Pretenders e agli ZZ Top.
Completato il Farewell Tour nel 2009, il trio si scioglie di nuovo. 
Tra il 2018 e il 2019, per celebrare il quarantesimo anniversario della fondazione della band, dopo 26 anni dall'ultimo disco, il trio ha pubblicato un nuovo album di inediti intitolato "40".

## Carriere Soliste

### Brian Setzer
Nel 1990, Brian Setzer ha fondato la Brian Setzer Orchestra, da lui diretta, con la quale tiene diversi concerti e lavora a numerose produzione discografiche. Oltre a questa attività, Brian prosegue anche la sua carriera solista che ha avuto inizio nel 1986 e prosegue tutt'oggi con la pubblicazione di nuovo materiale inedito.

### Lee Rocker
Nei periodi in cui il trio era sciolto, Lee ha sia intrapreso un'attività concertistica solista, sia una serie di collaborazioni (sia studio che live) con numerosi artisti come Carl Perkins, Ringo Starr e Willie Nelson.

### Slim Jim Phantom
Simultaneamente al suo lavoro nel trio, Slim ha anche partecipato alla creazione di vari gruppi musicali rockabilly, con i quali ha collaborato per diversi album in studio. Le principali band a cui ha preso parte sono i The Head Cat e i Cat Men.

## Stile musicale
Il gruppo ha spesso proposto un rockabilly di stampo tradizionale pur sapendolo adattare e rendendolo comunque orecchiabile e innovativo. La discografia della band è sempre stata un misto tra brani originali, spesso scritti dal chitarrista Brian Setzer, e brani più classici del genere (come “Summertime Blues” e “I Fought The Law”).
Oltre al rockabilly, comunque, il gruppo ha anche sperimentato altri generi come il rock and roll, la new wave ed il punk.

## Premi e riconoscimenti
Nel 2006 il trio è entrato nella Long Island Music Hall of Fame ed inoltre è stato candidato ai Grammy Awards una volta.

## Formazione
- Brian Setzer - chitarra, voce, percussioni (1979-)
- Lee Rocker - contrabasso, chitarra acustica, basso elettrico, cori, voce (1979-)
- Slim Jim Phantom - batteria, percussioni, cori (1979-)

## Discografia

### Album in studio
- 1981 - Stray Cats
- 1981 - Gonna Ball
- 1983 - Rant n' Rave with the Stray Cats
- 1986 - Rock Therapy
- 1989 - Blast Off!
- 1990 - Let's Go Faster!
- 1992 - Choo Choo Hot Fish
- 1993 - Original Cool
- 2019 - 40

### Live
- 2004 - Rumble in Brixton

### Singoli
- 1980 - Runaway Boys - #9 UK
- 1981 - Rock This Town - #9 US/#9 UK
- 1981 - Stray Cat Strut - #3 US/#11 UK
- 1981 - The Race Is On - #34 UK
- 1981 - You Don't Believe Me - #57 UK
- 1983 - (She's) Sexy and 17 - #5 US/#29 UK
- 1983 - I Won't Stand in Your Way - #35 US
- 1989 - Bring It Back Again #64 UK

## Tour
Il gruppo è noto per le performance che offre, spesso dinamiche e coinvolgenti, proprio per questo la band ha intrapreso negli anni una serie di tour.
- European Tour (1980)
- Stray Cats Tour (1981)
- Gonna Ball Tour (1982)
- Built for Speed Tour (1982–1983)
- Rant n' Rave Tour (1983–1984)
- Blast Off US-Tour (1988)
- Blast Off Tour (1989)
- Let's Go Faster Tour (1990)
- Murphy Tour (1991)
- Choo Choo Hot Fish Tour (1992)
- European Tour (2004)
- North American Tour (2007)
- Farewell Tour (2008–2009)
- 40th Anniversary Tour (2019)